# Višnjevac (żupania osijecko-barańska)
Višnjevac – wieś w Chorwacji, w żupanii osijecko-barańskiej, w mieście Osijek. W 2011 roku liczyła 6680 mieszkańców.